# The Warlord
Terry Scott Szopinski, noto con il ring name The Warlord (Pompano Beach, 28 marzo 1962), è un wrestler statunitense.
Maggiormente conosciuto per la sua permanenza nella Jim Crockett Promotions e nella World Wrestling Federation negli anni ottanta e novanta come membro del tag team The Powers of Pain insieme a The Barbarian.

## Carriera nel wrestling professionistico

### National Wrestling Alliance / Jim Crockett Promotions
Nel 1986 mentre lavorava in una palestra in Minnesota, Szopinski incontrò Joe Laurinaitis, meglio conosciuto come il lottatore Road Warrior Animal, che gli consigliò di intraprendere la carriera di wrestler. Szopinski, già dotato di un imponente fisico, adottò il ring name "The Warlord" e mandò alcune sue foto a Dusty Rhodes con la speranza di entrare nel mondo del wrestling professionistico. Poco tempo dopo, Rhodes lo chiamò nella Jim Crockett Promotions. Dopo un breve periodo come recluta, il proprietario Jim Crockett Jr. lo mandò a Kansas City per combattere nella Central States Wrestling. Mentre si trovava lì, fece coppia con Karl Kovac e insieme vinsero le cinture di campioni di coppia l'8 giugno 1987 in un torneo. Tuttavia, lui e Kovac furono presto privati delle cinture quando Kovac fu licenziato e Szopinski se ne andò in Giappone per allenarsi ulteriormente.

#### Powers of Pain
A fine 1987, Szopinski ritornò nella Jim Crockett Promotions con l'identità di "Warlord" ed iniziò a combattere in coppia con Ivan Koloff avvalendosi di Paul Jones come manager. Nel 1988, formò un tag team stabile con The Barbarian che prese il nome di Powers of Pain, controparte heel dei Road Warriors, mantenendo Jones come loro manager.
I Powers of Pain ebbero una accesa rivalità con i Road Warriors, e sconfissero loro e Dusty Rhodes per il titolo World Six-Man Tag Team Championship. Per fomentare il feud, la direzione della JCP avrebbe voluto organizzare altri Scaffold Match tra Powers of Pain e Road Warriors, ma Szopinski e Vailahi si opposero all'idea per paura di infortuni data la pericolosità del tipo di incontro. Come risultato, entrambi lasciarono la JCP e si unirono alla World Wrestling Federation, rendendo vacante il Six-Man Tag Team Title.

### World Wrestling Federation
Al loro arrivo in WWF, i Powers of Pain erano un tag team face, inizialmente con Tito Santana come manager, ed ebbero una rivalità importante con i campioni World Tag Team Championship Demolition (Ax & Smash), che avevano sconfitto gli Strike Force (Santana & Rick Martel) per le cinture ed infortunato Martel (kayfabe). I Powers of Pain furono introdotti come dei mercenari ingaggiati da Martel e Santana per aiutarli a vendicarsi dei Demolition. Poco tempo dopo il loro manager divenne The Baron.
Alle Survivor Series, la squadra dei Powers of Pain sconfisse la squadra dei Demolition, e Warlord e Barbarian furono gli unici sopravvissuti del match ad eliminazione. Dopo il match, il manager dei Demolition, Mr. Fuji, li tradì alleandosi poi con i Powers of Pain. Come risultato, Warlord e Barbarian diventarono dei wrestler heel mentre i Demolition diventarono beniamini dei fan. Nel 1989, Warlord entrò nella Royal Rumble come ventesimo ma rimase sul ring solamente due secondi prima di venire eliminato da Hulk Hogan, un record negativo che resistette circa vent'anni prima di essere battuto da Santino Marella alla Royal Rumble 2009. A WrestleMania V, i Powers of Pain (con Mr. Fuji) si scontrarono con i Demolition in un match per il titolo World Tag Team Championship ma uscirono sconfitti dalla contesa.
All'inizio del 1990, i Powers of Pain si divisero, poiché Fuji vendette il contratto di management di Barbarian a Bobby "The Brain" Heenan e quello di Warlord a Slick. Dopo lo scioglimento della coppia, Warlord cambiò aspetto, abbandonando il look alla Road Warrior in favore di uno stile a metà tra un cyborg e Il fantasma dell'Opera. Iniziò un feud con The British Bulldog che portò a un match svoltosi a WrestleMania VII. Il 17 aprile 1992, Szopinski perse contro Virgil il suo ultimo incontro in WWF.

### Infortunio e ritiro
Dopo aver lasciato la WWF per andare a combattere in federazioni del circuito indipendente, Szopinski ebbe una effimera esperienza in Messico alla AAA. Nel 1994 fu secondo di Jake Roberts nell'hair Vs. Hair match da quest'ultimo combattuto a Triplemania II contro Konnan e disputò alcuni match minori. La AAA, che progettava di riunire i Powers of Pain, inserì perfino Warlord nelle grafiche delle sigle delle sue trasmissioni, ma il ritorno di Barbarian in WWF coi New Headshrinkers e la grave crisi economica messicana del 1995 costrinsero la AAA a rinunciare ai servigi di Warlord. Szopinski tentò senza successo di ricreare i Powers of Pain nella UWF di Herb Abrams associandosi ai Power Twins, quindi lottò in due match in World Championship Wrestling nel 1996, uno dei quali fu un incontro di coppia dove lui e Vailahi combatterono insieme come lottatori mascherati con il nome di "Super Assassins". Tuttavia, l'esperienza durò poco in quanto Szopinski fu costretto al ritiro dall'attività agonistica a causa di un grave infortunio al collo rimediato in un incidente automobilistico che coinvolse la sua auto e un furgone delle consegne di Pizza Hut nel 1996.
Dopo un tentativo di ritorno nel 2001, Szopinski abbandonò nuovamente l'attività quando si infortunò ancora gravemente ad una gamba in un incidente in moto. Iniziò ad allenarsi per intraprendere la professione di addetto alla sicurezza e venne assunto dalla Relief Group International, società concessionaria d'auto. Estese poi la sua attività nel campo diventando la guardia del corpo di molte celebrità come 50 Cent, Thomas Jones e Kimbo Slice, l'ultimo dei quali soprannominò Szopinski "The Wall".

### Ritorno al wrestling
Il 10 gennaio 2003, Szopinski fece la sua prima apparizione nel mondo del wrestling dopo numerosi anni svolgendo il ruolo di arbitro speciale nella Hardkore Championship Wrestling in un match tra Christian York e Reckless Youth, vinto da Youth. Il 25 gennaio ritornò ufficialmente sul ring come lottatore con l'identità di Warlord sconfiggendo Joe Gomez.
Dopo aver lottato regolarmente wrestling nel 2003 e 2004, il 29 gennaio 2005 Warlord prese parte a una battle royal durante la prima edizione di WrestleReunion, con in palio la cintura IWA Heavyweight Championship. Tuttavia, venne eliminato da Greg "The Hammer" Valentine, che si aggiudicò incontro e titolo.
Il 29 aprile 2006, Warlord sconfisse Chaz vincendo il titolo Maximum Xtreme Pro Wrestling Heavyweight Championship, prima sua cintura da singolo conquistata in carriera.

## Vita privata
Szopinski incontrò Chris Jericho all'inizio della carriera di quest'ultimo, e lo aiutò offrendogli il pranzo in svariate occasioni quando i due lavoravano insieme in Giappone e Jericho non aveva abbastanza soldi per sbarcare il lunario. Dave Bautista citò Szopinski come il suo lottatore preferito di sempre.

## Personaggio

### Mosse finali
- Diving Clothesline
- Full Nelson
- Running Powerslam
- Con The Barbarian
  - Electric chair (Warlord) / Diving clothesline (Barbarian)
  - Running powerslam da parte di Warlord seguito da un diving headbutt di Barbarian

### Manager
- Baby Doll[9]
- Paul Jones
- Tito Santana[4][5]
- The Baron[9]
- Mr. Fuji[1][9]
- Slick[9]
- Harvey Wippleman[9][10]
- Col. Robert Parker

### Wrestler allenati
- Dale Torborg[11]

## Titoli e riconoscimenti
- Central States Wrestling
  - NWA Central States Tag Team Championship (1) – con Karl Kovac[12]
- Jim Crockett Promotions
  - NWA World Six-Man Tag Team Championship (1) – con Ivan Koloff e The Barbarian[3]
- Maximum Xtreme Pro Wrestling
  - MXPW Heavyweight Championship (1)
- New England Pro Wrestling Hall of Fame
  - Classe del 2013[13]
- Pro Wrestling Illustrated
  - 75º nella lista dei migliori 500 wrestler singoli nei PWI 500 del 1991[14]
- Universal Superstars of America
  - USA Heavyweight Championship (1)[15]
- World Wide Wrestling Alliance
  - WWWA Heavyweight Championship (1)[15]
  - WWWA Tag Team Championship (1) – con The Barbarian[15]
- Wrestle Association R
  - WAR World Six-Man Tag Team Championship (1) – con Bob Backlund e Scott Putski[16]
- Wrestling Observer Newsletter awards
  - Worst Tag Team (1989) con The Barbarian